# ميني ارين
ميني ارين (بالإنجليزية: Minnie Warren)‏ هي لاعبة سيرك ‏ أمريكية، ولدت في 2 يونيو 1849 في ميدلبورو في الولايات المتحدة، وتوفي بنفس المكان في 23 يوليو 1878 بسبب اضطراب النفاس.